# Anethol
Anethol is een apolaire aromatische onverzadigde ether, met als brutoformule C10H12O. Anethol geeft de typische smaak aan anijs en venkel. De verbinding is een isomeer van estragol, een verbinding die te vinden is in dragon en basilicum. Anethol heeft een duidelijk zoete smaak en is dertien keer zo zoet als suiker. De smaak wordt als prettig ervaren, zelfs in hoge concentraties.
De stof is licht giftig. Het is een chemische uitgangsstof van paramethoxyamphetamine (PMA), wat als XTC verkocht werd en tot enkele sterfgevallen heeft geleid.
Wanneer het alcoholgehalte van een water/ethanol-mengsel hoger dan 45% is, lost anethol op en is de oplossing helder. Door meer water toe te voegen neemt het alcoholpercentage af en de oplosbaarheid van anethol vermindert. Er ontstaat dan een witte suspensie. Anethol is dus oplosbaar in oplossingen met een alcoholpercentage van 45% of hoger. Dit zorgt voor het typische wolk-effect in anijsdranken zoals absinth, pastis en ouzo wanneer de drank bereid wordt door water toe te voegen.
Het FEMA-nummer van anethol is 2086.